# Lophoplusia violacea
Lophoplusia violacea är en fjärilsart som beskrevs av Otto Herman Swezey 1920. Lophoplusia violacea ingår i släktet Lophoplusia och familjen nattflyn. Inga underarter finns listade i Catalogue of Life.